# دراجة ذات محرك

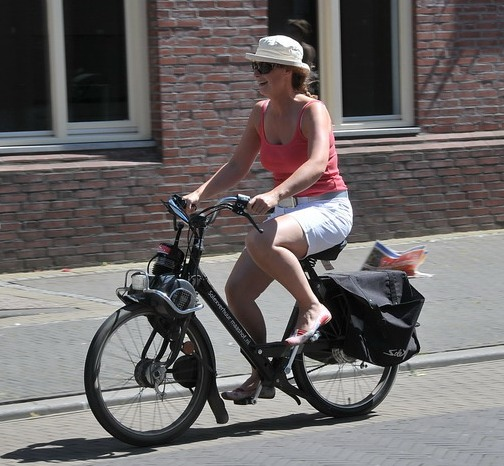
دراجة (VéloSoleX) بمحرك

اَلدَّرَّاَجَةُ ذَاتُ مُحَرِّكٍ (الآلِيَّةُ) هي دراجة مزودة بمحرك كهربائى أو محرك ميكانيكى وناقل حركة يستخدم إما لتشغيل المركبة بدون مساعدة، أو للمساعدة في الدواسة. نظرًا لأنها تحتفظ أحيانًا بكل من الدواسات ومحرك متصل منفصل للدفع الذي يعمل بالراكب، فإن الدراجة الآلية هي من الناحية الفنية دراجة حقيقية، وإن كانت تعمل بالطاقة. عادة ما تكون غير قادرة على سرعات أعلى من 52 كم/س.
مدعومةً بمجموعةٍ متنوعةٍ من أنواع المحركات والتصميمات، شَكَّلت الدَّرَّاجةُ الآليةُ(ذات محرك) النموذجَ الأوليَّ لما سيصبح فيما بعد الدَّرَّاجة المدفوعة بمحرك ( Motor driven cycle).

## الإصطلاح
يشير مصطلح الدراجة الآلية إلى دراجة تجمع بين قوة الدواسة (:الهوائية) وقوة محرك الاحتراق الداخلي (:الآلِيَّة). ومع ذلك، يمكن استخدام المصطلح كفئة عامة للإشارة إلى الدراجات التي تستخدم مصادر القوة إلى جانب قوة الدواسة. فنياً يمكن أن تصَنَّف الدراجات الكهربائية في فئة الدراجات الآلية (ذات محرك) لكن بدلاً من استخدام محركات الاحتراق الداخليّ، تعمل بواسطة محركات كهربائية تُغذى من الدواسات والبطاريات. الدراجات النارِيَّة (Moped) هي أيضًا في الغالب دراجات بمحركات (:آلية) لأنها تعمل بنفس طريقة هذه المركبات ولكن بمحركات أقل من 50 سم مكعب.
لا ينبغي الخلط بين مصطلح الدراجة الآلية والدراجة الناريةحيث أن الآلية تستخدم مزيجَاً من قوة الدواسة وقوة المحرك بينما النارية هي محض محرك احتراق داخلي أو محرك كهربائىّ.

## التصميم والاستخدام
استخدمت الدراجات الآلية جميع أنواع المحركات، بدءًا من محركات الاحتراق الداخلي (IC) ثنائية الأشواط وأربعة الأشواط التي تعمل بالبنزين إلى محركات الدفع الكهربائية أو الديزل أو حتى البخار. معظم الدراجات الآلية مشتقة من تصميمات وتقنيات الإطار القياسىّ للدراجات ذات الأغراض العامة بالرغم من كثرة الاستثناءات. بالإضافة إلى ذلك، قد تكونُ التعديلاتُ على إطار الدراجة القياسي (المرجعىّ) لدعم المحركات واسعةَ النطاقِ.
كانت الدراجات البخارية القديمة عبارةُ عن دراجات عادية (utility) مزودة بمحرك إضافي وناقل حركة للمساعدة في الدفع الطبيعى بالدَّواسة، وهذا الشكل هو الذي يميز بشكل أساسي الدراجة الآلية عن الدراجة النارية أو الدراجة النارية (Moped). في يوم كانت فيه تصميمات محرك البنزين وناقل الحركة في مهدِهَا، وكانت نسب القدرة إلى الوزن منخفضة، بدا نظام الدفع ثنائي الغرض مفيدًا بشكل خاص.
مع مرور الوقت اِسْتُبْدِلَ بدفع الدواسة على نحو متزايد الاستخدام المستمر لمحرك بنزين ثنائي أو رباعي الأشواط. ومع ذلك، استمر مفهوم استخدام المساعدة الحركية للدراجة العادية، وعاد هذا المفهوم للظهور مراراً بمرور السنين، لا سيما في فترات التقشف أو نقص الوقود. في البلدان التي تكون فيها السيارات أو أسعار الوقود باهظة الثمن تتمتع الدراجة الآلية بشعبية مستمرة كوسيلة نقل أساسية.
يختلف تصميم الدراجة الآلية أو الدراجة النارية بشكل كبير وفقًا للاستخدام المقصود. بعض الدراجات الآلية قوية بما يكفي لتكون ذاتية الدفع، دون استخدام الدواسات. إن تطوير الدراجة الآلية هو الدراجة البخارية، والتي عادةً ما تحتوي فقط على محرك دواسة أثري مُجهز بشكل أساسي لتلبية المتطلبات القانونية، ومناسب فقط لبدء تشغيل المحرك أو للاستخدام في حالات الطوارئ. فلسفة التصميم البديل للدراجة البخارية هي ما يسمى بالمساعدة الحركية أو دراجة مساعدة دواسة. تستخدم هذه الآلات الدواسات باعتبارها الشكل السائد للدفع، مع استخدام المحرك فقط لتقديم مساعدة إضافية عند الحاجة إلى التلال أو الرحلات الطويلة.